# Gsaritzer Alm
Die Gsaritzer Alm, auch Gsaritzenalm, ist eine Alm an der Nordseite der Villgratner Berge in der Fraktion Gritzen der Gemeinde St. Veit in Defereggen.

## Lage
Die Gsaritzer Alm liegt im Tal des Kleinitzer Almbachs. Im Westen bildet der Nordgrat der Karnase über Platt und den Gaggenwald die Grenze zum Gebiet der Stemmeringalm. Im Süden bildet der Hauptkamm der Villgratner Berge zwischen Karnase, Gsaritzer Törl und Hochwand bzw. die hier verlaufende Gemeindegrenze zu Innervillgraten die Abgrenzung zur Walderalm. Im Osten wird die Grenze zur Kleinitzalm durch den Nordgrat der Hochwand über die Beilspitze entlang der Gemeindegrenze zu Hopfgarten in Defereggen gebildet. Die Almhütten der Gsaritzer Alm liegen rechts des Gsaritzer Almbachs.

## Geschichte
Die Gsaritzer Alm zählt zu den ältesten Almen des Defereggentals, wobei der Auftriebsweg durch den Steilwald als extrem schwierig gilt. In einer der Hütten der Gsaritzer Alm hielt sich 1809 der Freiheitskämpfer Josef Taxer versteckt. Als die Franzosen an seiner Stelle seinen Vater hinrichten wollten, stellte sich Taxer den Besatzern und wurde am 27. Dezember 1809 in Hopfgarten erschossen.

## Aufstiegsmöglichkeiten
Der direkte Weg führt vom Talboden des Defereggentals gegenüber von Zotten rechts entlang des Gritzer Almbachs durch den Steilwald zur Alm. Westlich des Bachs befindet sich der Gaggenwald, östlich der Nederwald. Von der Gsaritzer Alm führt der Weg weiter zum Gsaritzer Törl und weiter ins Villgratental. Von diesem Weg aus führen Abzweigungen zur Beilspitze und zur Hochwand. Des Weiteren ist die Gsaritzer Alm durch einen westlich gelegenen Weg erschlossen, der gegenüber von Osing steil durch den Großwald und danach über die Löcherdrage zur Alm führt. Zudem ist die Alm durch einen Weg über die Bernardhütte mit der Kleinitzalm verbunden.